# Jan Gruyaert
Jan Gruyaert, né le 27 août 1944  à Mortsel (province d'Anvers), est un cinéaste et scénariste belge.

## Filmographie
- 1966 : Kamer met uitzicht (court métrage) - argument : un patient s'ennuie dans sa chambre d'hôpital
- 1967 : De koninklijke bibliotheek (documentaire pour la télévision sur la Bibliothèque royale de Belgique)
- 1967 : Eisenstein '67 (documentaire pour la télévision)
- 1968 : Biënale voor beeldhouwkunst Antwerpen 1968 (documentaire pour la télévision)
- 1969 : Acts sans paroles (téléfilm)
- 1969 : De biënale van Venetië (documentaire pour la télévision)
- 1969 : Het museum van de fotografie (documentaire pour la télévision)
- 1971 : Spel zonder woorden I en II (téléfilm d'après Samuel Beckett)
- 1971 : Zondaars en sterren (téléfilm d'après Piet Van Aken)
- 1978 : In kluis
- 1985 : De vlaschaard
- 1989 : Abdijen in de lage landen (série de documentaires pour la télévision)